# A Mist Is Over the Moon
A Mist Is Over the Moon wurde von dem Komponisten Ben Oakland und dem Texter Oscar Hammerstein für den Film The Lady Objects komponiert bzw. getextet. Auf der Oscarverleihung 1939 war das Lied als „Bester Song“ nominiert, hatte jedoch das Nachsehen gegenüber Thanks for the Memory von Ralph Rainger und Leo Robin aus der Filmkomödie The Big Broadcast of 1938. Im Film wurde A Mist Is Over the Moon von Tony Martin gesungen.

## Weitere Verwendung
Der Song fand auch Verwendung in dem 1939 in den USA in die Kinos gekommenen Film Blondie Meets the Boss, der sich mit Penny Singleton und Arthur Lake in den Hauptrollen zu einer Filmreihe mit 28 Filmen entwickelte. In dem 1946 erschienenen Musicalfilm Talk About a Lady kam das Lied ebenfalls vor.